# 丹尼爾·阿爾扎尼
丹尼爾·阿爾扎尼（英語：Daniel Arzani；1999年1月4日—），伊朗裔澳洲職業足球員，司職攻擊中場或翼鋒，目前效力於澳大利亞職業足球聯賽的墨爾本勝利，他同時效力於澳洲國家足球隊。在2018年國際足協世界盃上，他成為澳洲最年輕的世界盃球員，也是當屆32隊所有球員中最年輕的選手。

## 俱樂部生涯

### FC悉尼
在2015年至2016年間，阿爾扎尼曾在FC悉尼的青年隊效力。

### 墨爾本城

#### 2016–17球季
阿爾扎尼在2016年開始為墨爾本城踢球。2017年1月28日，他在澳州國家青年聯賽的決賽中射入一球，為墨爾本城的預備隊墨爾本城NPL嬴得當季的總冠軍。

#### 2017–18球季
2018年1月6日，阿爾扎尼在對陣威靈頓鳳凰的比賽中替補上陣，貢獻兩個助攻助球隊以2–1成功逆轉賽事。三天後，他在對上珀斯光輝的比賽中首次正選上場，又再獻上兩次助攻。阿爾扎尼在同年1月25日對陣紐卡索噴射機的比賽中則射入其墨爾本城生涯的第一球。經過18場比賽（4次正選）後，他便出現一項領先其球隊其他人的數據——31次盤扭過人成功，也因如此，阿爾扎尼成為澳職一月份的最佳球員。
2018年4月，阿爾扎尼以89次成功盤扭過人冠絕整個聯賽，其助攻數也勝過所有澳職23歲以下的球員，他本人亦被提名作年度最佳青年球員。2017–18賽季結束後，阿爾扎尼如願以償獲得該獎項，隨後他亦被名列在PFA年度陣容內。2018年7月，阿爾扎尼再取得表彰23歲以下澳洲最佳球員的獎項——PFA哈里·科威爾獎。

### 曼城
2018年8月9日，阿爾扎尼轉會同屬城市足球集團旗下的曼城，而其新東家表明會外借他至另一個球會。

#### 塞爾提克（外借）
2018年8月17日，阿爾扎尼被外借至蘇超的塞爾提克，為期兩年。

## 國家隊生涯

### 青年隊
阿爾扎尼曾為澳洲的U17、U20和U23隊效力，亦有被召入出戰2014年亞足聯U-16錦標賽和2015年國際足協U-17世界盃。因為是伊朗移民的關係，所以他有資格在成年國家隊代表伊朗和澳洲。2018年2月，阿爾扎尼本人表示傾向於代表後者。

### 成年隊
在19歲時，阿爾扎尼於2018年5月7日列入在澳洲2018年國際足總世界盃的初選名單內。同年6月1日，他在對上捷克的友賽中於84分鐘替補馬修·萊基上陣，完成其成年國家隊首秀。隔天阿爾扎尼順利進入伯特·范馬爾維克的世界盃決選名單中，此舉令他成為澳洲國家隊史上最年輕的世界盃參賽者，亦是當屆32隊最年輕的球員。他之後（6月9日）在對陣匈牙利的友賽中替補登場僅1分鐘便射入其國家隊的第一球，助澳洲以2–1取勝。進入世界盃決賽週後，阿爾扎尼在對上法國的賽事中於84分鐘替補上場，完成其世盃處子秀，並以19歲163天之齡刷新澳洲最年輕的世界盃上陣球員。他亦有在隨後對上丹麥和秘魯的比賽中替補上陣，惜澳洲分組賽二負一和，無緣晉級十六級。

## 踢球風格
阿爾扎尼因其飛快的速度和巧妙的運球而備受稱讚，他也能在邊鋒和攻擊中場的角色間任意切換，另外他從小就有玩街頭足球和室内五人制足球的經驗。

## 足球以外

### 個人生活
阿爾扎尼於1999年1月4日出生於伊朗的霍拉馬巴德，父親名叫約翰（John），母親則是絲瑪（Sima），還有一個叫本（Ben）的哥哥，他們在阿爾扎尼六歲時舉家移居至澳洲的墨爾本，之後再搬到悉尼，他也在那裡長大。阿爾扎尼能說流利的英語和波斯語，之前還曾是悉尼男子高中和拉籌伯大學的學生。

### 商業合作
阿爾扎尼與美國運動服裝供應商耐克於2018年簽訂了一份合同，即使該公司受美國對伊朗的貿易禁運政策影響，但耐克表示阿爾扎尼不會抵制公司的決定並會在俄羅斯佩戴其產品。

## 生涯數據

### 俱樂部
最後更新：2018年5月28日
| 俱樂部           | 聯賽         | 賽季     | 聯賽 | 聯賽 | 盃賽 | 盃賽 | 其他 | 其他 | 總計 | 總計 |
| 俱樂部           | 聯賽         | 賽季     | 上陣 | 進球 | 上陣 | 進球 | 上陣 | 進球 | 上陣 | 進球 |
| ---------------- | ------------ | -------- | ---- | ---- | ---- | ---- | ---- | ---- | ---- | ---- |
| 澳大利亞體育學院 | NPL首都      | 2014     | 12   | 1    | 0    | 0    | 0    | 0    | 12   | 1    |
| 澳大利亞體育學院 | NPL首都      | 2015     | 8    | 1    | 0    | 0    | 0    | 0    | 8    | 1    |
| 澳大利亞體育學院 | 總計         | 總計     | 20   | 2    | 0    | 0    | 0    | 0    | 20   | 2    |
| 墨爾本城NPL      | NPL維多利亞2 | 2016     | 1    | 0    | 0    | 0    | 0    | 0    | 1    | 0    |
| 墨爾本城NPL      | NPL維多利亞2 | 2017     | 5    | 1    | 0    | 0    | 0    | 0    | 5    | 1    |
| 墨爾本城NPL      | 總計         | 總計     | 6    | 1    | 0    | 0    | 0    | 0    | 6    | 1    |
| 墨爾本城         | 澳職         | 2016–17  | 6    | 0    | 0    | 0    | 0    | 0    | 6    | 0    |
| 墨爾本城         | 澳職         | 2017–18  | 18   | 2    | 2    | 0    | 0    | 0    | 20   | 2    |
| 墨爾本城         | 總計         | 總計     | 24   | 2    | 0    | 0    | 2    | 0    | 26   | 2    |
| 塞爾提克         | 蘇超         | 2018–19  | 1    | 0    | 0    | 0    | 0    | 0    | 1    | 0    |
| 塞爾提克         | 蘇超         | 2019–20  | 0    | 0    | 1    | 0    | 0    | 0    | 1    | 0    |
| 塞爾提克         | 總計         | 總計     | 1    | 0    | 1    | 0    | 0    | 0    | 2    | 0    |
| 烏德勒支         | 荷甲         | 2020–21  | 4    | 0    | 1    | 0    | 0    | 0    | 5    | 0    |
| 烏德勒支青年隊   | 荷乙         | 2020–21  | 1    | 0    | 0    | 0    | 0    | 0    | 1    | 0    |
| 生涯總計         | 生涯總計     | 生涯總計 | 56   | 5    | 5    | 0    | 0    | 0    | 61   | 5    |

### 國家隊
最後更新：2018年11月8日
| 年份 | 上陣 | 入球 |
| ---- | ---- | ---- |
| 2018 | 6    | 1    |
| 總計 | 6    | 1    |

### 國家隊入球
最後更新：2018年6月9日
| 球數 | 日期         | 場館                     | 對手   | 進球 | 結果 | 性質 |
| ---- | ------------ | ------------------------ | ------ | ---- | ---- | ---- |
| 1    | 2018年6月9日 | 匈牙利布達佩斯安盟竞技场 | 匈牙利 | 1–0  | 2–1  | 友賽 |

## 榮譽
墨爾本城
- 澳州國家青年聯賽（英语：National Youth League (Australia)）：2016–17[45]

個人
- 澳洲職業足球聯賽年度最佳青年球員（英语：A-League Young Footballer of the Year）：2017–18[21]
- PFA年度陣容（英语：PFA Footballer of the Year Awards#A-League Team of the Season）：2017–18（英语：2017-18 A-League）[22]
- PFA哈里·科威爾獎（英语：PFA Footballer of the Year Awards#Harry Kewell Medal）：2017–18（英语：2017-18 A-League）[23]

## 外部連結
- Soccerway資料庫：丹尼爾·阿爾扎尼